# ファインダー

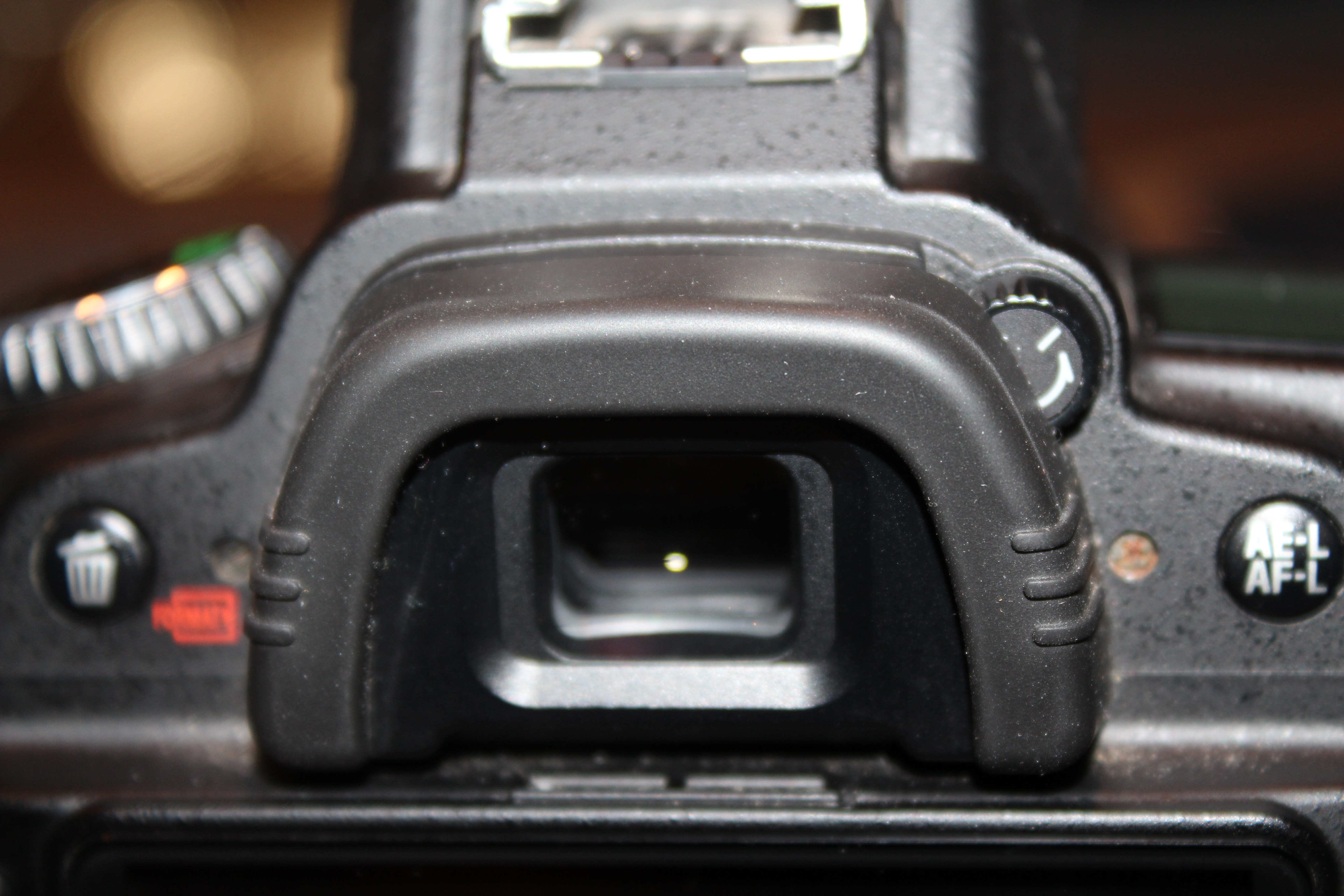
ニコンD90のファインダー

ファインダー（英: finder）は、カメラにおいて撮影前に目で構図を決めたりピントを合わせたりするのに使用する覗き窓などで、カメラのタイプによってさまざまなものがある。光学系のみによるものでは、撮像用またはファインダー用のレンズによってスリガラス上に結像された画像を見るレフレックスファインダー・ビューカメラ用ピントグラス、結像させず負光学系を用いて虚像または透視実像による視野を見るビューファインダー、などがある。デジタルカメラでは、光学系によるファインダーを持つものもあるが、撮影用の撮像素子そのものをプレビュー像の取得用に使用して、モニタ画面に出力する電子的ファインダーを持つものもある。

## ビューファインダー
ビューファインダーとは英語でカメラのファインダーを指す言葉であるが、日本においては主に素通し、あるいは逆ガリレオタイプなどの簡単な光学系を使い写真に写る範囲を視認するために用いるファインダーをさして使われる。コンパクトカメラ、レンジファインダーカメラ、トイカメラ、レンズ付きフィルム、一部のコンパクトデジタルカメラ、レンジファインダーカメラなどで使用する外部ファインダーなどが該当する。撮影用レンズの中心と視野の中心がずれるため特に近接撮影においては視差（パララックス）を生ずる。
ズーム機能付きコンパクトカメラなどにおいては撮影用レンズのズーミングに合わせてファインダーもズームするものがある。

### ビューファインダーの光学的構造の種類

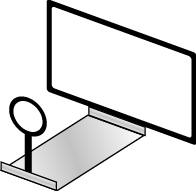
素通しファインダー - 丸い部分からのぞく

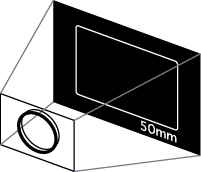
コンツールファインダー - フレームのみが見える

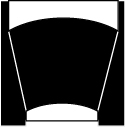
逆ガリレオファインダー - 対物側に凹レンズ、接眼部に凸レンズを用いている

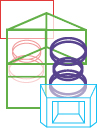
ケプラーファインダー - 縦横に組み合わせた2つの三角プリズムと複数のレンズを用いている

素通しファインダー

スポーツファインダーとも呼ばれる、枠のみで構成された簡易なファインダーで、光学部品を全く用いないため、軽くて像の歪みが皆無であり見やすい。また折りたたみ式にすることが容易である。ただし、素通しなので像倍率は等倍固定であり、広角レンズ用に用いるには難がある。画面フレームはぼんやりとしか見ることができない。またファインダー自体が大型になるため、小型カメラに用いられる例は少ない。二眼レフカメラやフィールドカメラの補助ファインダーとして広く普及した。

コンツールファインダー

フレームの形の切込みを入れた鉄板やガラスなどを用いて画面フレームのみを見せるファインダーで、片方の目でこのファインダーをのぞいて画面フレームを、もう一方の目で直接被写体を見ることでファインダーとして機能する。接眼部にレンズがついており、フレーム部分にピントが合わせてあるので被写体を見ながらでもフレームははっきりと見える。稀に接眼レンズの無い簡易型もあるが、その場合フレームはぼやけてしまう。

逆ガリレオファインダー

接眼レンズに凸レンズを、対物レンズに凹レンズを用いたファインダーで、全体としては負の焦点距離を持った虚像式光学系になっている。ガリレオ式望遠鏡をちょうど逆にした構造になっているため、このような名称になっている。小型に作れ、距離計連動カメラ・コンパクトカメラなどに広く普及したファインダーである。カメラによってブライトフレームや距離計、露出計指針などを表示する仕掛けがあるものもある。レンズにあわせた倍率のファインダーを作ることができるが、簡易なものではファインダー像の周囲が大きく歪むものもある。

ケプラーファインダー

実像式ファインダーとも呼ばれる。ケプラー式望遠鏡に近い構造になっており、凸レンズを用いた実像光学系を用いるが、そのままだと天地左右が逆転したファインダー像になってしまうため、ポロプリズムなどを用いて天地左右を反転させる。きわめて小型に作ることができ、ズームのように像倍率を連続的に変えることが容易なため、ズームレンズを装備した全自動コンパクトカメラに広く普及したが、接眼レンズを正しくのぞかないとファインダー像が見えず、多数の光学部品で作られているため色にじみも多くなりやすい欠点もある。ブライトフレームや距離計を表示させることはできないが、実像による黒いフレームを表示させることが可能。

### ブライトフレーム

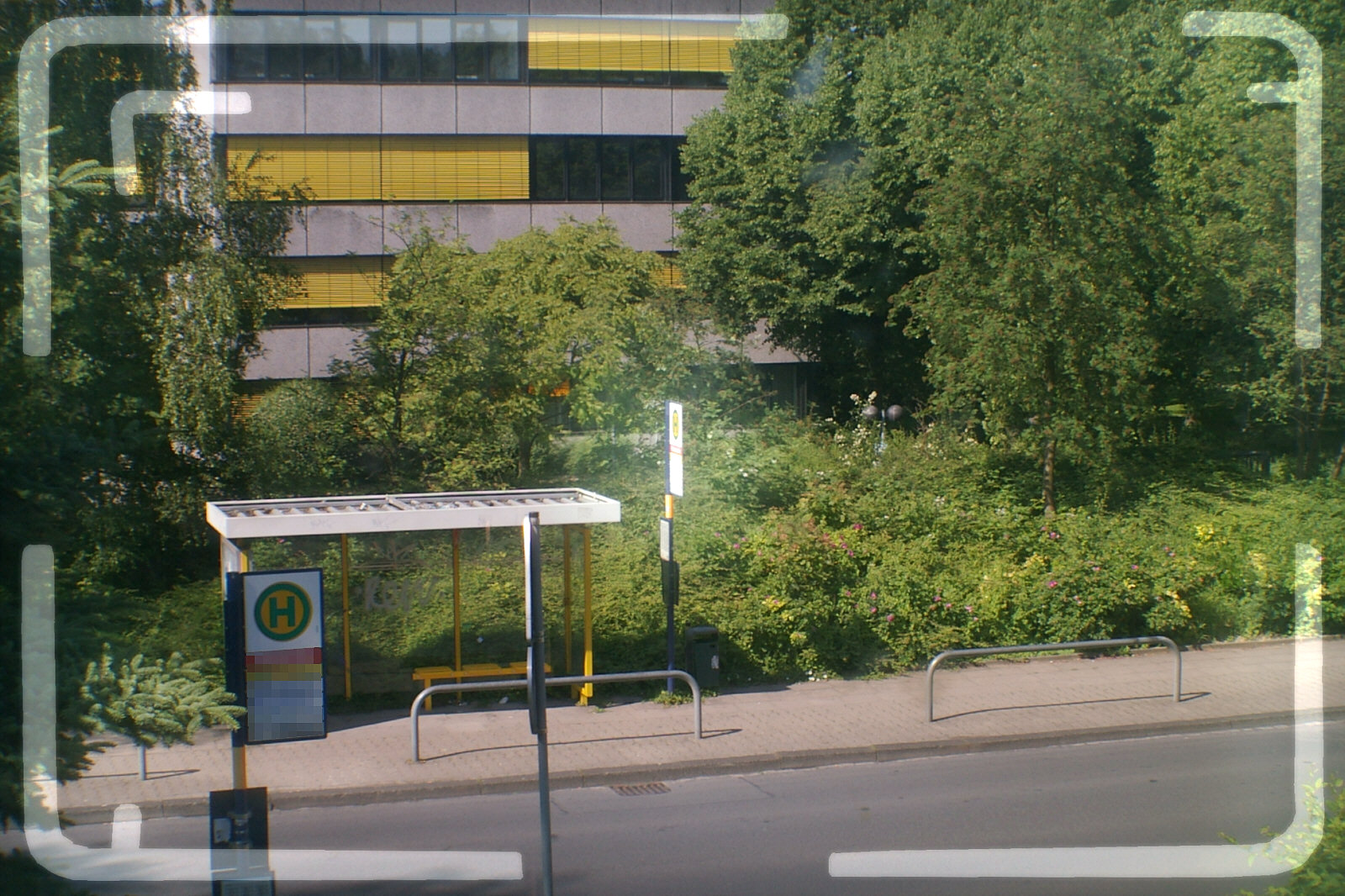
ブライトフレーム付きのファインダーをのぞいたところ

ファインダーで写真に写る範囲を確認するために、ファインダー視野の中に枠を表示したいことがある。たとえば、レンズ付きフィルムの素通しファインダーではファインダーの枠そのものが写真に写る範囲を示している。しかし、遠くの被写体と近くの枠を同時にくっきりと見ることは目の構造上無理なので、ある程度高級なカメラでは表示する枠と目の間の光学的距離が被写体との間の光学的距離と等しくなるように工夫することになる。
ブライトフレームとはそのように工夫された枠の一種で、ファインダー視野の中に明るい枠が浮き上がるように見えるものである。

#### ブライトフレームの方式

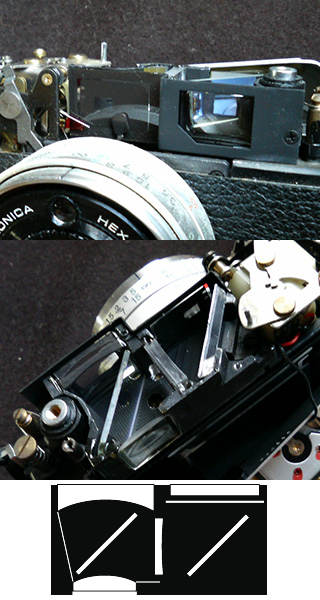
採光式ブライトフレーム - コニカC35のトップカバーを分解したところで、ハーフミラーやフレームマスク、さらに露出計の針や距離計二重像を表示する仕掛けが見える

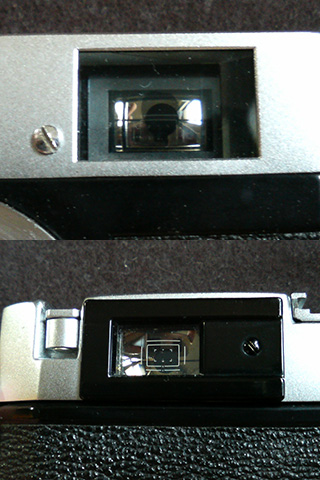
アルバタ式ブライトフレーム - キヤノンPのファインダー部分で、対物レンズの金属蒸着と、接眼レンズ部のフレーム状メッキが見える

採光式

透過光式とも呼ばれる。ファインダー対物レンズの隣に、スリガラスとフレーム枠を切り抜いた板が入っている採光窓を設けてあり、ファインダー光学系に組み込まれたハーフミラーまたはビームスプリッターでファインダー像に画面フレームを重ね合わせる方式である。フレームを実像で見ることができるため、多少暗いところでもはっきりとしたブライトフレームが見える。パララックスの補正機構をつけるのが簡単で、複数のフレームを用意すれば使用するレンズにあわせてフレームを切り替えることも可能である。しかし、若干大型になりコストも掛かるという欠点がある。

アルバタ式

反射光式とも呼ばれる。接眼レンズ表面にメッキや金属蒸着などでフレームを形成し、対物レンズの外周が反射鏡になっている。ファインダー対物窓で採光した光を接眼レンズ上のフレームと対物レンズで反射してフレームの虚像を作る方式である。仕組みが簡単で、安く小型に作ることができるが、採光式より暗いところに弱く、パララックスの補正機構を入れるとかえって複雑になってしまう。また、複数のフレームを切り替えることもきわめて困難である。

### 距離計内蔵式ビューファインダー
ビューファインダーの中に距離計を内蔵したもの。主に距離計連動式カメラにおいて用いられる。代表的なものは二重像合致式のもので、視野中央にフォーカシング動作に連動して左右ないしは上下に移動する被写体像が浮かんで見え、この像とメインのビューファインダーの像との位置がそろったときに、その被写体に対してピントが合ったことになる。詳細はレンジファインダー、レンジファインダーカメラを参照のこと。

## レフレックスファインダー
一眼レフカメラおよび二眼レフカメラにおいて用いられる、レンズを通った光を鏡で反射させスクリーン上に結像させてその像を観察する方式のファインダーである。撮影用レンズを通った光ないしは撮影用レンズと同期してフォーカシングされるレンズを通った光を見ているので、実際の像をみながらフォーカシングを行うことができる。実際の写真に極めて近いファインダー像を見ることができるという極めて大きな長所を持つが、ファインダー像の明るさが撮影レンズまたはビューレンズの明るさに影響される、レンズによってはピントを合わせていない場所はぼやけて全く見えない、素早いピント合わせが難しいなど短所もある。
スクリーンはピントグラスとも呼ばれる。基本的にスリガラスそのものであるが、そのままではどうしてもファインダー像が暗くなってしまうため、フレネルレンズやコンデンサーレンズを併用して明るさを改善したファインダーが普及した。しかし、スリガラス自体の光減損率が高くファインダー像の明るさ向上に限界があったため、後にファインダー像を明るくしフォーカシングを易しくするために、均一に並んだ無数の微細プリズム状の表面を持つ新型スクリーンが普及した。
スクリーンの一部にプリズムを用いることによって、より正確なピント合わせが可能となるスプリットイメージやマイクロプリズムを用いたスクリーンも存在する。

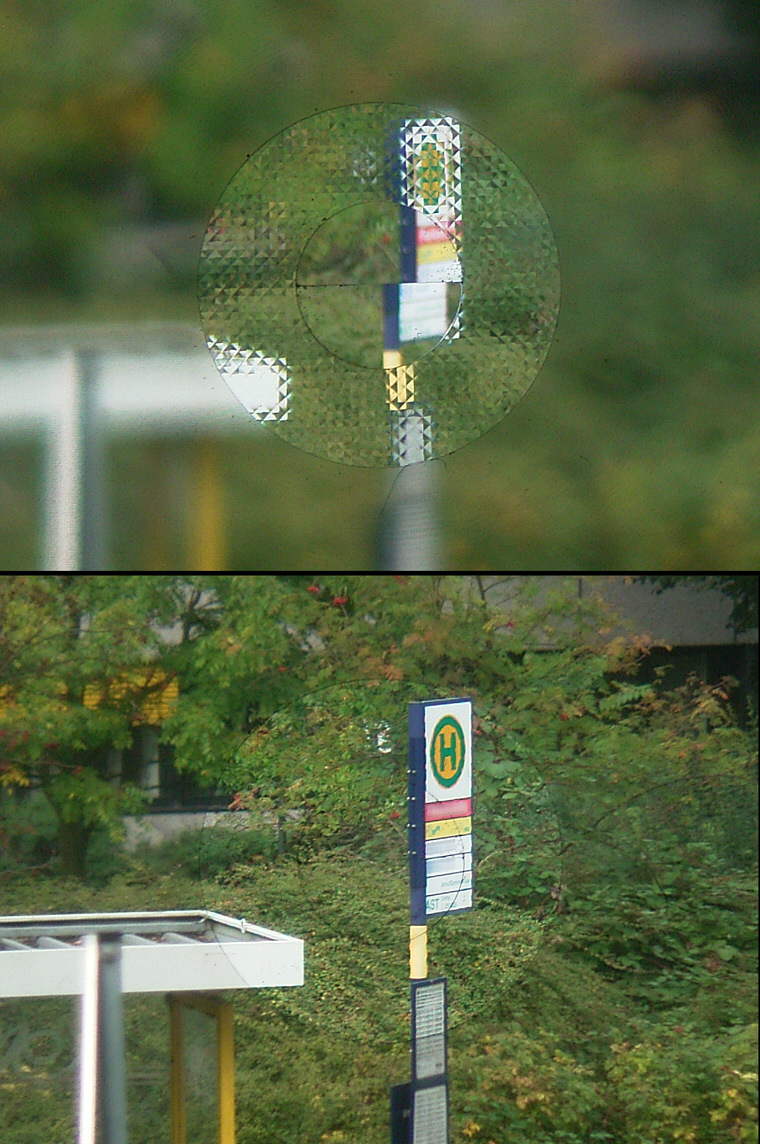
スプリットイメージとマイクロプリズム - 中央がスプリットイメージで外周がマイクロプリズムになっている

スプリットイメージは、スクリーン上に2つの楔形プリズムを形成することによってフォーカスがあっていないときに像が分割されるように見える仕掛けである。1952年に、東ドイツのイハゲーがエクサクタ・ヴァレックスに採用したのが始めであり、1953年西ドイツのツァイス・イコンが製造したコンタフレックスから現在のようなスプリットイメージ方式が確立されたといわれている。
長らくスプリットイメージは像を上下に分割させたものが主流だったが、これでは像が左右に動くため横縞の被写体にピントを合わせることが難しくなる。このため、プリズムを斜めに分割させたものや十字型に分割させたものもある。
一方のマイクロプリズムは、微細なピラミッド型のプリズムを多数並べてあり、フォーカスが外れているときは像がギザギザに見えるが、フォーカスが合っているときはマット面と同じように正しく像が見えるという仕掛けである。
マイクロプリズムとスプリットイメージを兼ね備えるスクリーンもある。いずれも、ある一定以上暗いレンズを用いた場合は黒変して機能しなくなる。このため、暗いレンズを常用する特殊撮影用にこれらの仕掛けが無いスクリーンに交換できるカメラも存在する。また、ドイツ・エルンスト・ライツ（現ライカ）のライカフレックスや、キヤノンのEXEEに代表されるマット面を持たないレフレックスファインダーは空中像式ファインダーと呼ばれ、中央にスプリットイメージやマイクロプリズムだけが装備されている。この形式は明るいファインダー像となるが、ボケの様子などは観察できない。
レフレックスファインダーの反射鏡には、一般的なガラスの裏面に金属をメッキ・蒸着した裏面鏡を用いると二重反射が起きるため、ガラスの表面に金属をメッキした表面鏡が用いられる。硬いガラスによって蒸着面が保護されている裏面鏡に比べ、やわらかいメッキの表面になっている表面鏡は傷がつきやすく、清掃時に細心の注意を要する。
レフレックスファインダーは、スクリーン上の像を見る方法・位置によっておおきくウエストレベルファインダーとアイレベルファインダーに分類することができる。ただ単にレフファインダーと呼ぶ場合、通常はウエストレベルファインダーを指す。

### ウエストレベルファインダー

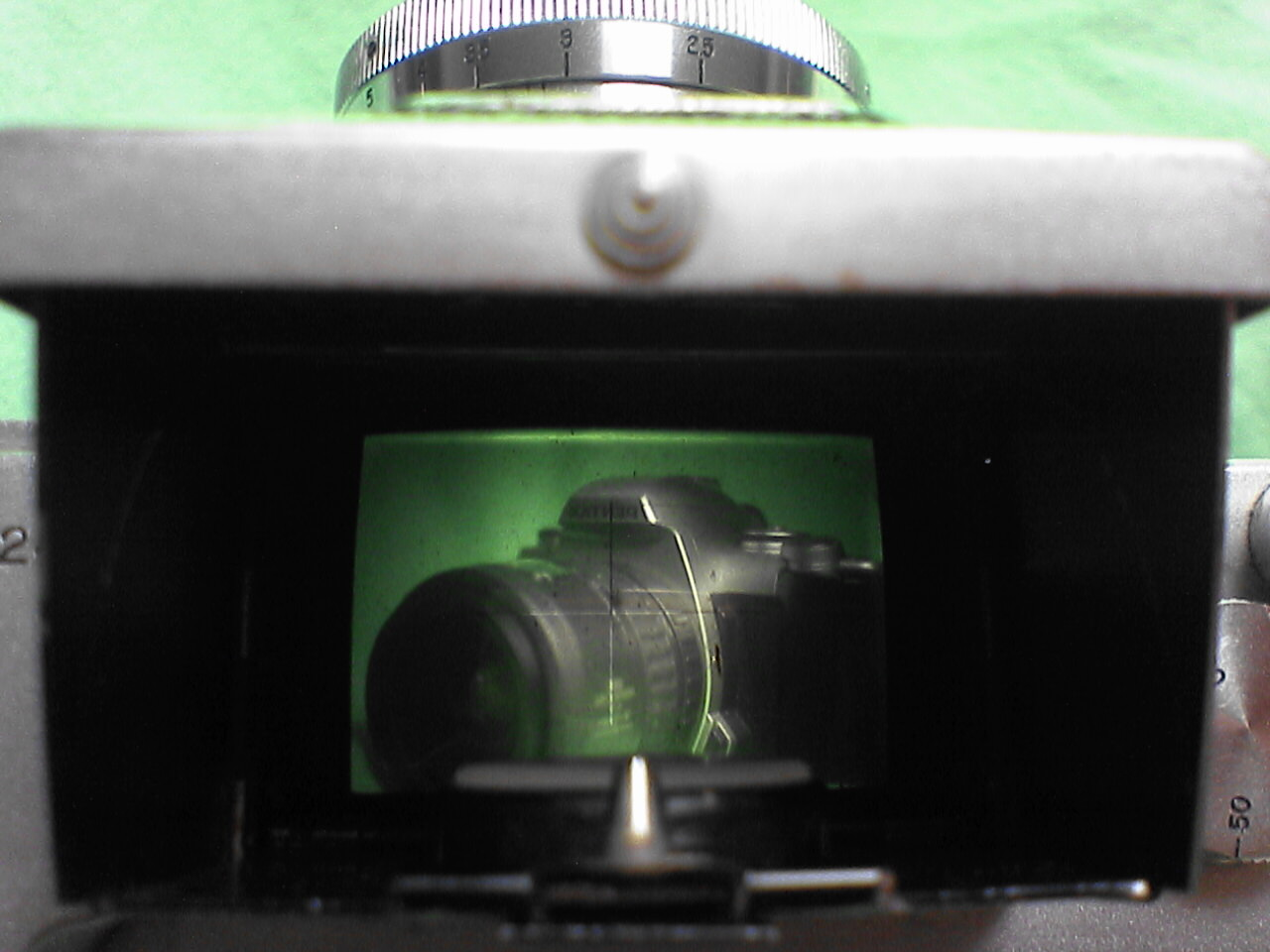
アサヒフレックスのウエストレベルファインダー。よく見るとファインダー像のカメラのロゴが左右逆像であるのがわかる。

撮影レンズまたはビューレンズからの像を反射鏡によって上方へ反射し、スクリーン上に結ばれた像をそのまま目視する方式。二眼レフカメラでは一般的な形式であり、初期のライカ判一眼レフカメラにおいても使用されていた。また中判一眼レフでも採用例が多い。
そのままスクリーンを見てもファインダー像より周辺光の方が明るく、ファインダー像が良く見えないため、周辺光をカットする折りたたみ式の遮光フードを持つ。これは、大判カメラなどで使う冠布と同じ役割をする。さらに多くの場合、補助として素通しまたは逆ガリレオ式ビューファインダーと、スクリーンを拡大できる折りたたみルーペが併設されている。
ウエストレベルファインダーには大きく二つの欠点があった。ひとつは、ファインダー像が左右逆になってしまうという点である。一般的にレフレックスファインダーのファインダースクリーンはボディ上面に取り付けられているので、カメラを腰や胸の位置に構えて上から覗き込む形になる。レンズが結ぶ像は本来上下左右の反転した倒立実像であるが、ミラーにより上下方向に一回反転されているので上下だけは元に戻る。ただし左右方向は戻っていないので、ファインダー上で右側にあるものを中央に写す為にはカメラ本体は左側に振る必要がある。また、縦位置で撮影しようとするとファインダー像は上下逆像となってしまう。このため、このような撮影をする場合の補助としてウエストレベルファインダーには先述の補助ファインダーが併設されていることが多い。もうひとつの欠点は、顔でファインダーをふさぐことがないためスクリーンからの逆入射光の影響を著しく受けるという点で、基本的にウエストレベルファインダーを装備しているカメラではTTL露出計を使うことはできない。
欠点は多いが、眼高位までカメラを持ち上げる必要がないため、首からカメラを提げている場合にとっさに撮影することができるという長所があり、アイレベルファインダーよりウエストレベルファインダーが好まれる場合もある。また顕微鏡などに取り付けて撮影する場合、横からファインダーを覗けるウエストレベルファインダーが適する。
ペンタプリズム式の一眼レフカメラが一般化した後もニコン・トプコン・ペンタックスの高級機種やミランダ、エクサクタなどでは交換式ウエストレベルファインダーがオプションとして設定されてきた。しかし、長い間交換式ファインダーを採用しつづけたニコンの最上級一眼レフカメラにあっても2004年発売のニコンF6からはファインダー交換式を取りやめている。しかし、より特殊な撮影の機会が多い中判一眼レフカメラでは今もファインダー交換式を採用しているものが多い。

### アイレベルファインダー

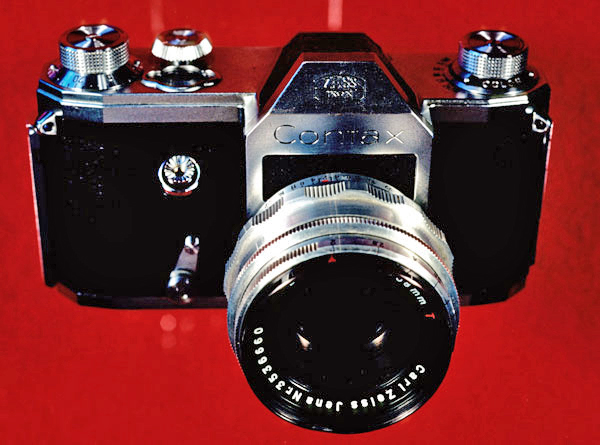
ツァイス・イコン コンタックスS

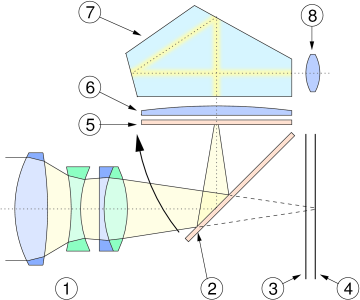
アイレベルファインダーを搭載した一眼レフカメラの光路図

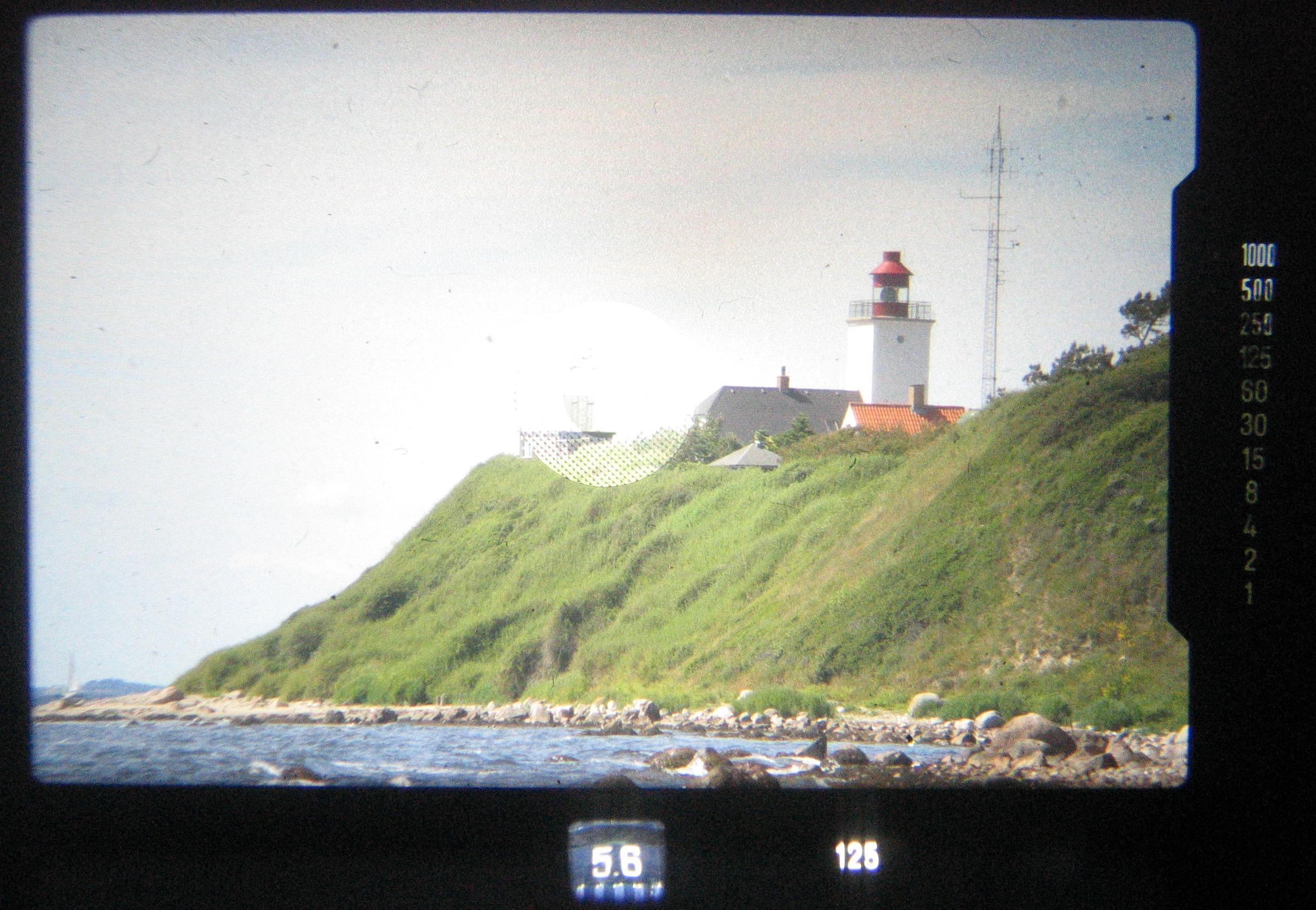
ファインダー視野 - 上下左右正像である

ペンタダハプリズムやペンタダハミラー、ポロ光学系、リレー光学系などを用いて左右も正像となるファインダー。他の多くのカメラと同様にカメラを目の位置に構える格好になる。特にライカ判一眼レフカメラにおいてはごく初期のものを除き、ほぼすべてにおいて採用されている形式である。中判カメラでも採用例は多いが、プリズムが極めて大きく重いものになるため、アイレベルファインダーはオプションになっているものも多い。
ウエストレベルファインダーのスクリーン像は左右反転像であるため使い辛いものである。1950年の第一回フォトキナにおいて、東ドイツのツァイス・イコンが上下左右の正しいファインダー像を実現するためにペンタダハプリズムを用いたファインダーを搭載したライカ判一眼レフカメラ「コンタックスS」を発表した。このカメラが世界で最初に開発されたペンタダハプリズム搭載の一眼レフカメラである。この後世界中のカメラメーカーはペンタダハプリズム搭載の一眼レフカメラの開発競争を繰り広げた。
日本においても1954年に発表されたオリオン精機（後のミランダカメラ）の試作カメラ「フェニックス」（Phoenix ）を皮切りに多種多様なペンタプリズム内蔵一眼レフカメラが開発され、ライカ判においてはウエストレベルファインダー装備の一眼レフカメラの方が少数派となった。

## ビューカメラ

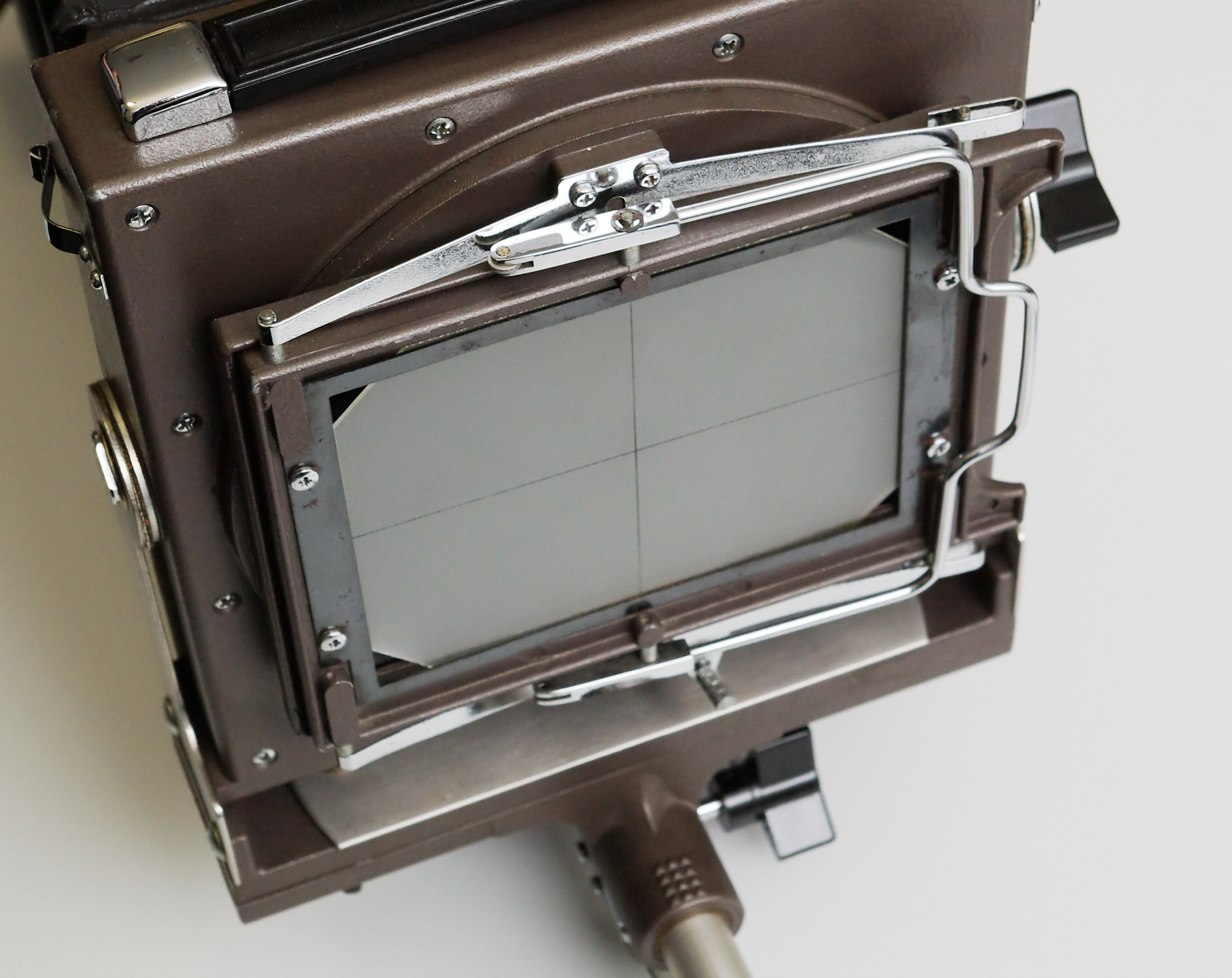
ビューカメラのピントグラス

代表的な大判カメラであるビューカメラの場合、シートフィルムを収めたフィルムホルダーと、ファインダーであるすりガラス状のフォーカシングスクリーン（ピントグラスとも呼ばれる）を入れ替えることができる。まず、ファインダー像でピントを調節し、構図を決定してから、フィルムホルダーをセットして撮影する。
鏡などを使わず、レンズによってフォーカシングスクリーンに直接像を結ぶ構造となっているため、見える像は上下左右逆像である。
大判カメラでもレンジファインダー付きのテクニカルカメラでは、普段はレンジファインダーを使い、アオリを使うときだけフォーカシングスクリーンを使う。

## デジタルカメラのファインダー
デジタルカメラにおいても、ビューファインダーやレンジファインダーやレフレックスファインダーなどのファインダーが採用されているが、ライブビューモニタやEVFのようにこれまで存在しえなかったファインダーの形態もある。なお、どちらも元々ビデオカメラ用として存在していた形態である。
これら新しいファインダーに共通する特徴は、撮像素子からの出力をリアルタイムで処理し映し出しているということである。この機能をライブビューと呼ぶ。したがって、これらのファインダーはTTLファインダーであり、液晶や液晶以外の技術によるモニタやEVFを採用したカメラはレンズ交換式カメラの新しい形態であるともいえる。任意の点を拡大表示することが可能であるなど旧来のファインダーにはない特徴を持っている。
レンズ交換式フィルム一眼レフカメラの延長でデジタル化したデジタル一眼レフカメラから、レフレックスファインダーとレフレックスミラー・ミラーボックスに関連した機能を電子ファインダーに置き換えることでカメラボディの小型化を企図したミラーレス一眼カメラが発売されて以降は、メーカーが電子ファインダーの見やすさや性能の向上に注力している。

### ライブビューモニタ

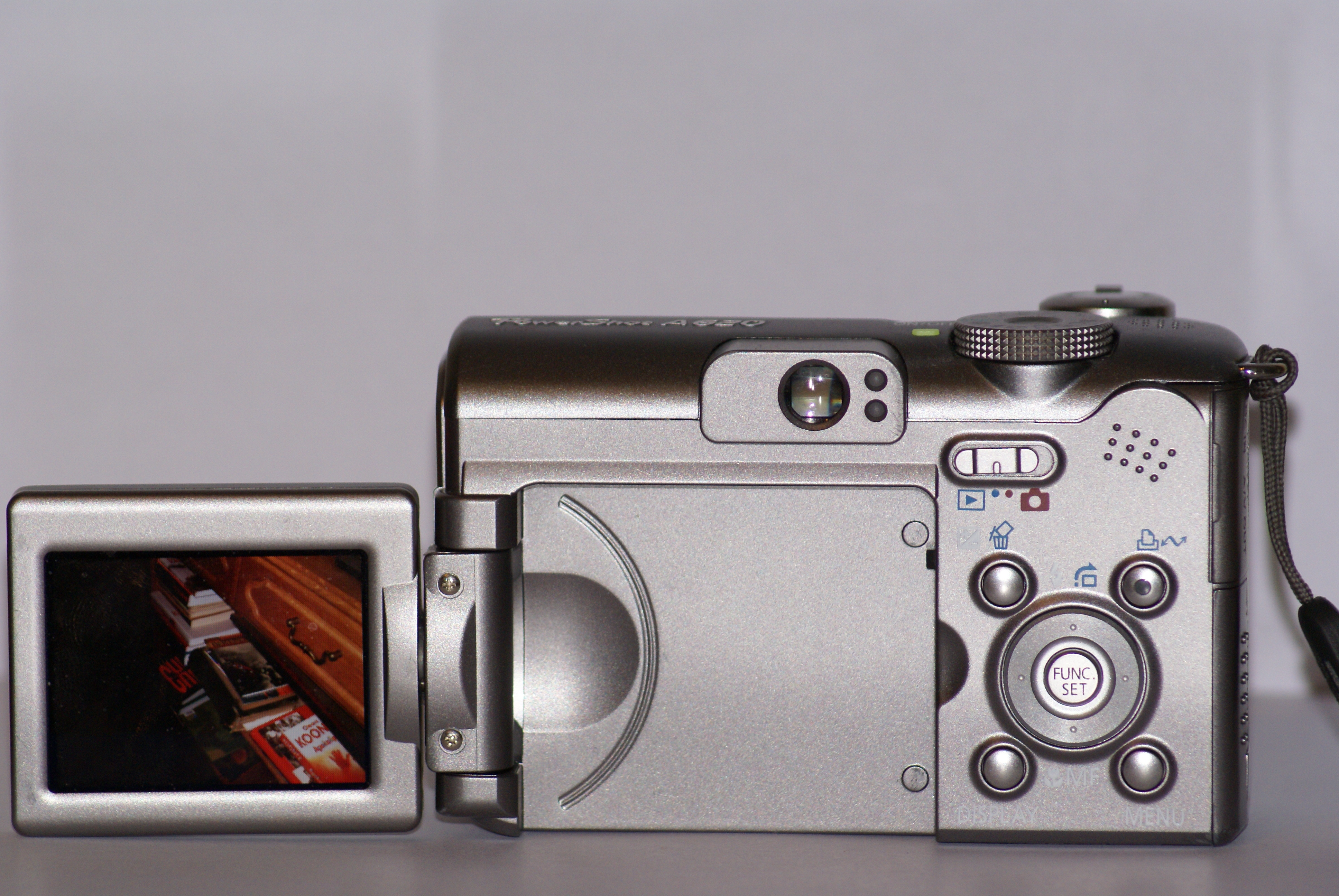

デジタルカメラの背面、もしくは側面に取り付けられた液晶ディスプレイ（LCD）や液晶以外の技術によるディスプレイ等によるモニタに像を表示するもの。主にカメラ背面に固定されている場合が多いが、ヒンジを用いてある程度自由にカメラ本体との角度を変更することができるようになっているものもある。この場合は従来のカメラが苦手としてきたような極端なアングルでも写真を撮影できるのが長所となる。従来の光学式ファインダーと異なり、実際の光路を確保する必要がないのでカメラ設計の自由度が増す、非常に簡単に100%の視野率を実現できる、文字やアイコンによる情報をファインダー像に重ねて表示（オーバーレイ表示）できるという長所を持つ。一方光学ファインダーに比べ解像度が極めて劣り正確なピント合わせをするのには不十分である、晴天時の屋外など明るいところでは視認性が悪くなる、機種によってはレスポンスが悪く表示にタイムラグがある、表示に多大な電力を必要とするといった短所もある。このような短所を補完するため、光学式ファインダーなどほかのファインダーを併せ持つデジタルカメラが多かったが、近年の小型デジタルカメラでは液晶や液晶以外の技術による画面の解像度や応答性が大幅に向上し、画面サイズも大型化していることから従来の光学ファインダーを完全に廃したものが主流になっている。またほとんどのデジタルカメラでは、電池節約のため任意に液晶や液晶以外の技術による画面の表示およびバックライトを消灯させることができるようになっている。
一般的な液晶や液晶以外の技術によるパネルと同様に視野角が限られているが、カメラに用いる場合は極端な角度から見ることは稀であり通常は問題とはならない。
デジタルカメラ以前の例としては、ビデオカメラの「液晶ビューカム」（シャープ）が著名。

### 電子ビューファインダー
電子ビューファインダー（electronic viewfinder、EVF）は、電子ビデオカメラ（カムコーダ、テレビカメラ）などで古くから使われていたものと、同様のタイプである。
デジタルカメラでは、撮影用の撮像素子を流用し、そこで得られている像を逐次カメラ内部の小型の液晶や液晶以外の技術によるディスプレイ等に表示し、それを、旧来のカメラでのファインダー部と同様の感覚で覗くことができるような接眼部の光学系を通して覗き込む。光学式のファインダーよりも多くの情報を容易に光学画像上にオーバーレイ表示することが可能であり、従来式の光学式ファインダーでは煩雑であった、レンズから撮像素子までの光路上でのプリズムやミラーなどの設置が不要となったり、撮像時のシャッターとミラーとの連動機構なども最小限や不要になるという長所を持つ。また接眼部深くに設置されるため周囲が明るい場所でも視認性が落ちず、傷が付くこともあまりなく、コストも比較的低廉となる。また、撮像素子のデータをそのまま確認できるために、液晶や液晶以外の技術によるパネルの性能の範囲内ではあるが画角やダイナミックレンジの具合が分かる。しかし、撮像素子で得たデジタル情報を液晶や液晶以外の技術によるパネルで再現しているため、実際の光学像より遅れが生じ、多くの機種では光学式のファインダーに比べ解像度が落ちるなど、液晶や液晶以外の技術による画面に起因する欠点がある。電子ビューファインダーは、従来の光学式カメラと同様に撮影者の撮影姿勢を拘束するために、単独で採用されることはあまりなく、一般に背部に大画面の液晶や液晶以外の技術によるパネルなどを備えて、両者が併用されることが多い。また、高価なデジタル一眼レフカメラでは、光学式の一眼レフレックス・ファインダーを採用しているが、廉価な、または中級のデジタル・カメラと比べた場合、欠点と利点がある。